# Batman/Teenage Mutant Ninja Turtles
Batman/Teenage Mutant Ninja Turtles — ограниченная серия комиксов-кроссоверов, состоящая из трёх сборников по шесть выпусков, в которой представлены персонажи Бэтмен и Черепашки-ниндзя.

## История публикации
О сотрудничестве между DC Comics и IDW Publishing было объявлено на San Diego Comic-Con 2015. Ежемесячная мини-серия из шести выпусков была написана Джеймсом Тайнионом IV. Художником выступил Фредди Уильямсом II. Кроме того, один из создателей Черепашек-ниндзя, Кевин Истмен, предоставил несколько вариантов обложек.

## Сюжет

### Batman/Teenage Mutant Ninja Turtles
Крэнг переносит Черепашек-ниндзя и их заклятого врага Шреддера в альтернативную вселенную. Здесь, в Готэм-Сити, они встречают Бэтмена и многих его «знакомых».

### Batman/Teenage Mutant Ninja Turtles II
В продолжении первого кроссовера основным антагонистом выступает Бейн.

### Batman/Teenage Mutant Ninja Turtles III
В заключительном кроссовере Крэнг является главным противником.

### Выпуски
| Название                                   | Дата выхода     | Оценка на Comic Book Roundup    | Предполагаемый объём продаж (первый месяц) |
| ------------------------------------------ | --------------- | ------------------------------- | ------------------------------------------ |
| Batman/Teenage Mutant Ninja Turtles #1     | 9 декабря 2015  | 7,9 из 10 на основе 33 рецензий | 134 526, позиция в Северной Америке — 4    |
| Batman/Teenage Mutant Ninja Turtles #2     | 13 января 2016  | 8,3 из 10 на основе 14 рецензий | 52 337, позиция в Северной Америке — 24    |
| Batman/Teenage Mutant Ninja Turtles #3     | 10 февраля 2016 | 8,1 из 10 на основе 10 рецензий | 64 444, позиция в Северной Америке — 14    |
| Batman/Teenage Mutant Ninja Turtles #4     | 9 марта 2016    | 8,6 из 10 на основе 10 рецензий | 65 132, позиция в Северной Америке — 13    |
| Batman/Teenage Mutant Ninja Turtles #5     | 13 апреля 2016  | 8,2 из 10 на основе 15 рецензий | 65 616, позиция в Северной Америке — 14    |
| Batman/Teenage Mutant Ninja Turtles #6     | 11 мая 2016     | 7,9 из 10 на основе 14 рецензий | 64 911, позиция в Северной Америке — 14    |
| Batman/Teenage Mutant Ninja Turtles II #1  | 6 декабря 2017  | 8,4 из 10 на основе 22 рецензий | 50 213, позиция в Северной Америке — 17    |
| Batman/Teenage Mutant Ninja Turtles II #2  | 20 декабря 2017 | 8,2 из 10 на основе 11 рецензий | 41 791, позиция в Северной Америке — 27    |
| Batman/Teenage Mutant Ninja Turtles II #3  | 17 января 2018  | 7,6 из 10 на основе 14 рецензий | 35 028, позиция в Северной Америке — 51    |
| Batman/Teenage Mutant Ninja Turtles II #4  | 21 февраля 2018 | 7,8 из 10 на основе 10 рецензий | 32 128, позиция в Северной Америке — 53    |
| Batman/Teenage Mutant Ninja Turtles II #5  | 21 марта 2018   | 7,6 из 10 на основе 9 рецензий  | 31 087, позиция в Северной Америке — 53    |
| Batman/Teenage Mutant Ninja Turtles II #6  | 18 апреля 2018  | 7,8 из 10 на основе 8 рецензий  | 30 170, позиция в Северной Америке — 65    |
| Batman/Teenage Mutant Ninja Turtles III #1 | 1 мая 2019      | 8,6 из 10 на основе 17 рецензий | 38 894, позиция в Северной Америке — 42    |
| Batman/Teenage Mutant Ninja Turtles III #2 | 5 июня 2019     | 8,5 из 10 на основе 14 рецензий | 32 424, позиция в Северной Америке — 56    |
| Batman/Teenage Mutant Ninja Turtles III #3 | 3 июля 2019     | 8,2 из 10 на основе 12 рецензий | 29 545, позиция в Северной Америке — 79    |
| Batman/Teenage Mutant Ninja Turtles III #4 | 7 августа 2019  | 7,2 из 10 на основе 11 рецензий | 27 879, позиция в Северной Америке — 68    |
| Batman/Teenage Mutant Ninja Turtles III #5 | 4 сентября 2019 | 8,1 из 10 на основе 9 рецензий  | 26 630, позиция в Северной Америке — 76    |
| Batman/Teenage Mutant Ninja Turtles III #6 | 2 октября 2019  | 7,8 из 10 на основе 9 рецензий  | 25 476, позиция в Северной Америке — 88    |

### Сборники
| Название                                           | Тип              | Дата выхода     | Собранный материал | Кол-во страниц | ISBN           | Предполагаемый объём продаж (первый месяц) |
| -------------------------------------------------- | ---------------- | --------------- | --- | -------------- | -------------- | ------------------------------------------ |
| Batman/Teenage Mutant Ninja Turtles Vol. 1         | Мягкая обложка   | 19 июля 2017    | Batman/Teenage Mutant Ninja Turtles #1-6                                                                                            | 176            | 978-1401271503 | 3 977, позиция в Северной Америке — 7      |
| Batman/Teenage Mutant Ninja Turtles Deluxe Edition | Твёрдый переплёт | 4 июля 2018     | Batman/Teenage Mutant Ninja Turtles #1-6                                                                                            | 256            | 978-1401280710 | 996, позиция в Северной Америке — 75       |
| Batman/Teenage Mutant Ninja Turtles II             | Твёрдый переплёт | 8 августа 2018  | Batman/Teenage Mutant Ninja Turtles II #1-6                                                                                         | 160            | 978-1401280314 | 2 528, позиция в Северной Америке — 16     |
| Batman/Teenage Mutant Ninja Turtles II             | Мягкая обложка   | 20 августа 2019 | Batman/Teenage Mutant Ninja Turtles II #1-6                                                                                         | 160            | 978-1401292430 | 2 232, позиция в Северной Америке — 23     |
| Batman/Teenage Mutant Ninja Turtles III            | Твёрдый переплёт | 15 апреля 2020  | Batman/Teenage Mutant Ninja Turtles III #1-6                                                                                        | 160            | 978-1779500632 | —                                          |
| Batman/Teenage Mutant Ninja Turtles III            | Мягкая обложка   | 4 мая 2021      | Batman/Teenage Mutant Ninja Turtles III #1-6                                                                                        | 160            | 978-1779509215 | —                                          |
| Batman/Teenage Mutant Ninja Turtles Omnibus        | Твёрдый переплёт | 1 августа 2023  | Batman/Teenage Mutant Ninja Turtles #1-6, Batman/Teenage Mutant Ninja Turtles II #1-6, Batman/Teenage Mutant Ninja Turtles III #1-6 | 576            | 978-1779513403 | —                                          |

## Отзывы
На сайте Comic Book Roundup серия комиксов имеет оценку 8 из 10 на основе 242 рецензий. Джефф Лейк из IGN поставил первому выпуску оценку 8 из 10 и написал, что кроссовер «отлично стартовал». Карен О’Брайен из Comic Book Resources, рецензируя последний выпуск первого сборника, отметил, что это «забавное и приятное завершение фантастической серии». Оскар Малтби из Newsarama дал первому выпуску оценку 9 из 10, подчёркивая, что «краткое столкновение между Шреддером и Тёмным рыцарем настолько напряжённое, насколько и должно быть».

## Адаптации
В 2019 году на основе комикса вышел мультфильм «Бэтмен против Черепашек-ниндзя».